# Stadion Agrykola
Le Stadion Agrykola est un stade omnisports polonais (servant principalement pour le football et l'athlétisme) situé à Ujazdów, quartier du centre de Varsovie, la capitale du pays.
Le stade, doté de 1 000 places, est inauguré en 1912.

## Histoire
Le stade ouvre ses portes en 1912. 
Durant l'entre-deux-guerres, le stade accueille à plusieurs reprises les championnats polonais d'athlétisme.
L'équipe de Pologne de football a également joué quatre matchs amicaux ici.

## Événements

### Matchs internationaux de football
| Date            | Compétition  | Équipes              | Score | Affluence |
| --------------- | ------------ | -------------------- | ----- | --------- |
| 10 juin 1924    | Match amical | Pologne — États-Unis | 3-3   | 10 000    |
| 10 août 1924    | Match amical | Pologne — Finlande   | 1-0   | 4 000     |
| 10 juillet 1926 | Match amical | Pologne — Estonie    | 2-0   | 4 000     |
| 10 juin 1928    | Match amical | Pologne — États-Unis | 2-3   | 8 000     |